# Rhyacia achtalensis
Rhyacia achtalensis är en fjärilsart som beskrevs av Igor Kozhanchikov 1930. Rhyacia achtalensis ingår i släktet Rhyacia och familjen nattflyn. Inga underarter finns listade.